# Leptocola gracillima
Leptocola gracillima es una especie de mantis de la familia Mantidae.

## Distribución geográfica
Se encuentra en Camerún y Nigeria.